# Храбрино
Храбрино е село в Южна България, в община Родопи, област Пловдив.

## География
Село Храбрино се намира в планински район, на 15 km югозападно от Пловдив. Около централната по-стара част от селото по планинските масиви са разположени две големи непрекъснато разрастващи се вилни зони. През селото минават две реки. Оттук започват туристическите маршрути към хижа „Здравец“, хижа „Равнища“, село Бойково и разположената в близост до селото на 4 km хижа „Академик“ (старо име „Родопски партизани“).

## История
До 1934 година името на селото е Сотир, а до 1960 година – Свети Спас. Храбрино е старо село, съществувало през Средновековието. Сведения за селото, под имената „Ситур“ и „Сотур“ има в турски регистри от 1489(Istanbul – BOA, TD 26, s.127 – село Ситур), 1530(Istanbul – BOA, TD 370, s.96 и s.101 – село Сотур) и 1695 г.(Istanbul – BOA, MAD 3604, s.70-87 – с описите на селищата от нахията Коюн тепеси на каазата Филибе (Пловдив), сред които е и село Сотур (Храбрино), описано като изцяло християнско село, наброяващо 25 български християнски къщи. Захари Стоянов в „Записки по българските въстания“ описва подробно село Сотир и усилената подготовка на жителите му за Априлското въстание. Събитията се развиват в дома на Рангел Тепавичаря.

## Население
Численост на населението според преброяванията през годините:
| \| Година на преброяване \| Численост \| \| --------------------- \| --------- \| \| 1934 \| 853 \| \| 1946 \| 827 \| \| 1956 \| 650 \| \| 1965 \| 774 \| \| 1975 \| 828 \| \| 1985 \| 767 \| \| 1992 \| 624 \| \| 2001 \| 675 \| \| 2011 \| 661 \| \| 2021 \| 700 \| |           |
| Година на преброяване | Численост |
| 1934 | 853       |
| 1946 | 827       |
| 1956 | 650       |
| 1965 | 774       |
| 1975 | 828       |
| 1985 | 767       |
| 1992 | 624       |
| 2001 | 675       |
| 2011 | 661       |
| 2021 | 700       |

### Етнически състав
Преброяване на населението през 2011 г.
Численост и дял на етническите групи според преброяването на населението през 2011 г.:
|                     | Численост | Дял (в %) |
| Общо                | 661       | 100.00    |
| Българи             | 630       | 95.31     |
| Турци               |           |           |
| Цигани              | 0         | 0.00      |
| Други               | 0         | 0.00      |
| Не се самоопределят |           |           |
| Неотговорили        | 28        | 4.23      |

## Културни и природни забележителности
В селото има четири параклиса и една църква. В най-високата част сега се вижда параклисът „Свети Димитър“, който е непосредствено до паметника на родопските партизани. На около 5 km в посока към с. Брестовица, през планината по черен път може да се стигне до параклиса „Свети Спас“, дал името на селото за период от 30 години. В селото има два антични римски моста, които стоят непокътнати хилядолетия от периодично прииждащите буйни реки, често нанасяли сериозни поражения на земеделците в района.

## Редовни събития
В края на месец февруари и началото на месец март ежегодно се провеждат карнавални шествия с кукерски маски и ритуално запалване на огъня за прогонване на злите сили.
В местните параклиси и църква се отбелязват с празнични литургии по-важните религиозни православни празници.
Всяка година през селото минава рали. Участниците спират на центъра, за да отпочинат и да проверят състоянието на колите си.

## Личности
- Александър Петров, български революционер от ВМОРО, четник на Никола Андреев[6]
- Атанас Шопов (1919 – 1993), български партизанин и генерал-майор
- Андон Шопов (1915 – 1994), български партизанин и генерал-майор
- Георги Серкеджиев (1922 – 1992), български партизанин и генерал
- Рангел Тепавичаря, участник в Априлското въстание. Захари Стоянов описва в „Записки по Българските въстания“ подготовката за въстанието, която кипи в дома на Рангел